# Georg Schmolz
Georg Schmolz (* 1959 in München) ist ein deutscher Journalist.

## Leben
Schmolz studierte Volkswirtschaftslehre und Philosophie an der Universität Innsbruck und in Anápolis, Brasilien. Danach durchlief er eine Journalistenausbildung in Brüssel. Er war in Folge für Rundfunkanstalten wie Antenne 2, den Bayerischen Rundfunk und den Mitteldeutschen Rundfunk tätig. Als Dozent lehrte er u. a. am Institut zur Förderung publizistischen Nachwuchses.
Von 1998 bis 2000 war er Chefredakteur des Arte Journals. Darüber hinaus war er Tschechien-Korrespondent des MDR und Leiter des ARD-Studios Prag. Ab 2009 leitete er die neugegründete investigative MDR-Recherche-Redaktion.
Schmolz leitet die Abt. Barrierefreie Angebote des MDR.